# 聖居駅
聖居駅（ソンゴえき）は、大韓民国忠清南道天原郡にあった安城線の駅である。

## 歴史
- 1966年4月25日 - 開業[1]。
- 1967年9月1日 - 乙種代売所に指定[2]。
- 1981年10月15日 - 乙種代売所廃止。
- 1985年4月1日 - 旅客営業中止[3]。
- 1989年1月1日 - 廃止[4]。